# Barrington (Cambridgeshire)
Barrington è un villaggio e parrocchia civile dell'Inghilterra, appartenente alla contea del Cambridgeshire.